# Хорус (эффект)
Хорус (англ. chorus) — звуковой эффект или соответствующее устройство. Имитирует хоровое звучание музыкальных инструментов. Эффект реализуется путём добавления к исходному сигналу его собственной копии или копий, сдвинутых по времени на величины порядка 20—30 миллисекунд, причём время сдвига непрерывно изменяется.
Для аккордеона и баяна эффект достигается настройкой одного голоса в тон, другого чуть ниже и третьего чуть выше. Русскоязычное название термина «Настройка в разлив», англоязычные названия musette, wet sound. Можно различать французское (журчащее) и немецкое (сильное) musette.

## Принцип работы
Сначала входной сигнал разделяется на два независимых сигнала, один из которых остаётся без изменений, в то время как другой поступает на линию задержки. В линии задержки осуществляется задержка сигнала на 20—30 мс, причём время задержки изменяется в соответствии с сигналом генератора низкой частоты. На выходе задержанный сигнал смешивается с исходным. Генератор низкой частоты осуществляет модуляцию времени задержки сигнала. Он вырабатывает колебания определённой формы с частотой до 3 Гц. Изменяя частоту, форму и амплитуду колебаний низкочастотного генератора, можно получать различный выходной сигнал.

## Характеристики
Практически всегда можно заметить разницу между отдельными голосами в хоре. Помимо тембра, они отличаются незначительными расхождениями в высоте звучания. Изначально хорус разрабатывался как эффект, имитирующий исполнение «хором» одного и того же звука или мелодии. Например, звучание нескольких гитар при игре одного музыканта. Это позволило бы в реальном времени получать более плотное и мощное звучание, не сталкиваясь с необходимостью привлекать дополнительных исполнителей или использовать фонограмму. Однако повторение входного сигнала с изменяющимся временем задержки сильно отличается от музыкального инструмента, «пропущенный» через хорус, от синхронного звучания нескольких инструментов. Причина этого кроется в периодическом изменении длительности задержки, которое приводит к искажению сигнала, — частота выходного сигнала может повышаться или понижаться в зависимости от фазы колебания генератора низкой частоты, что приводит к изменению высоты тона (наподобие того как в аналоговых магнитофонах и проигрывателях звук «плавает» из-за нестабильной скорости протяжки ленты / вращения диска). В некоторых случаях может отчётливо прослушиваться сама периодичность изменения задержки. Искажение проявляется тем сильней, чем выше частота генератора низкой частоты.
Несмотря на то, что поставленная цель не была достигнута, хорус стал довольно популярным эффектом благодаря специфическому результату обработки им звука. Он делает звук более сочным и объёмным и может дополнять другие звуковые эффекты.

## Стереохорус
Стереохорус представляет собой два монофонических хорус-эффекта, сигналы которых разнесены по фазе в обоих каналах на 90 градусов. В результате возникает «пространственное» звучание. В современной музыкальной индустрии, благодаря использованию новых технологий, появился стереохорус, с помощью которого можно получить пространственный звук, идущий независимо и попеременно из колонок.

## Параметры эффекта
- Глубина (англ. depth) — характеризует диапазон изменения времени задержки.
- Скорость (англ. speed, rate) — быстрота изменения «плавания» звука, регулируется частотой низкочастотного генератора.
- Форма волны генератора низкой частоты (англ. LFO waveform) — бывает синусоидальной (англ. sin), треугольной (англ. triangle) и логарифмической[прояснить] (англ. log).
- Баланс (англ. balance, mix, dry/wet) — соотношение необработанного и обработанного сигналов.

## Устройства, реализующие хорус-эффект

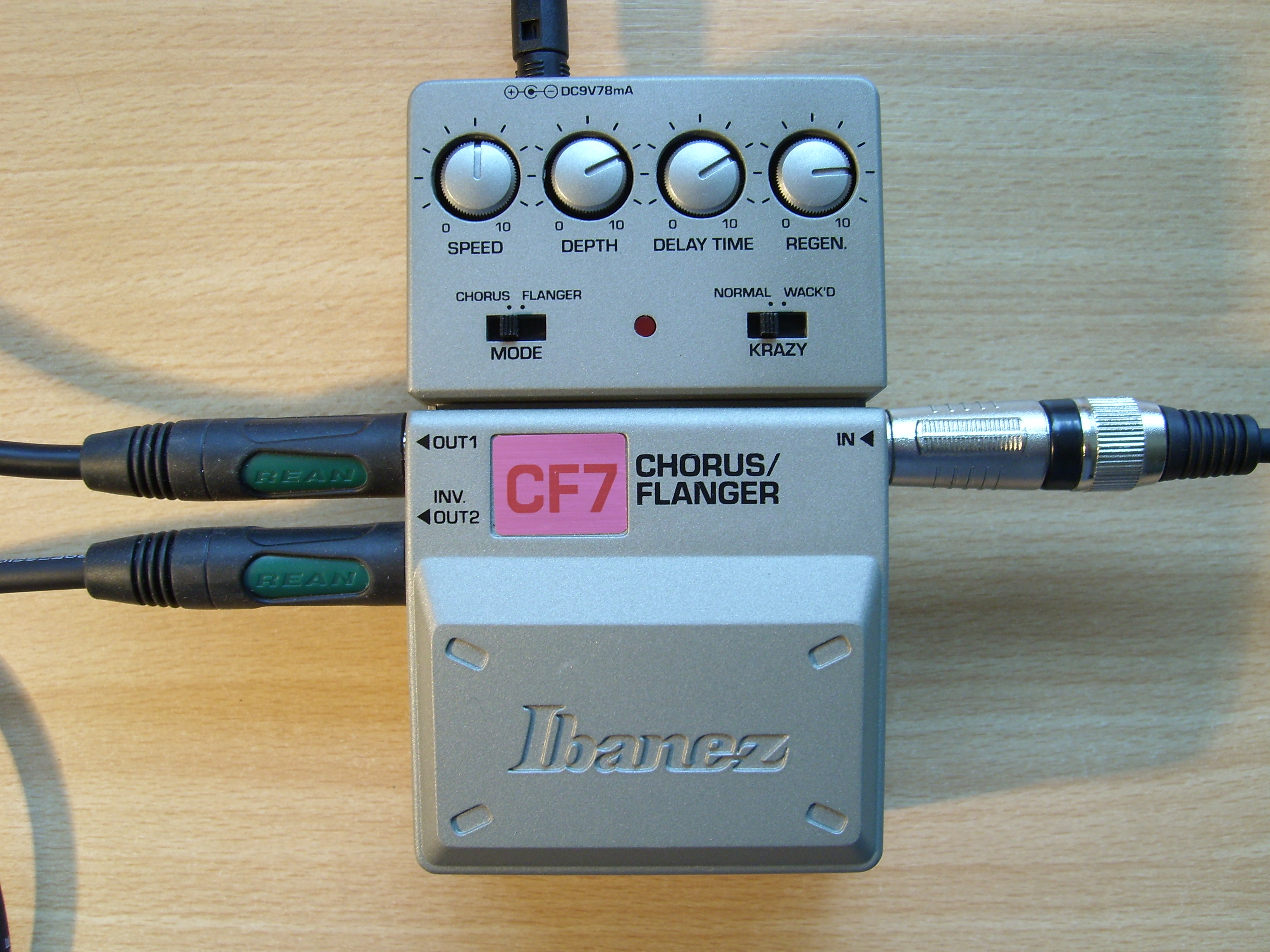
Ibanez CF-7 Chorus/Flanger

Бывают аналоговые и цифровые. Примеры:
- Boss CH-1 Super Chorus
- Electro-Harmonix Small Clone
- Ibanez CF-7 Chorus/Flanger
- Line 6 Space Chorus
- MXR M-134 Stereo Chorus
- Detune effect on Digitech Whammy
- TC Electronic Stereo Chorus /Flanger /Pitch Modulator